# Савромат I
Тиберій Юлій Савромат І — цар Боспорської держави в 93-123 роках.

## Життєпис
Походив з династії Аспургів. Син царя Рескупоріда II. Вів напружену боротьбу проти тавроскіфів, в якій Боспор здобув перемогу. З правлінням Савромата І пов'язаний період економічного піднесення Боспору. Відомий з монет, на яких карбувались символічні зображення його перемог над місцевими племенами.
У 98 році зустрів римське посольство на чолі із Марком Ульпієм Примом щодо підтримки Рима у майбутній війні з даками. Савромат I не дав згоди на участь боспорського війська у війні з Дакією, проте Приму вдалося отримати дипломатичну підтримку Боспору. У 100 році цар даків Децебал відправив посольство до Саромата I з пропозицією союзу та війни з римлянами, але цар Боспору зволікав з відповіддю. У 101 і 105 роках він надав-таки допомогу воюючим з римлянами дакам, пославши продукти. Тоді імператор Траян перевів у Херсонес і Троезміс 2-у когорту Лукенсіїв, посиливши залогу центурією Біканів. Херсонесити виділили римлянам ділянку в межах міських стін для постійного військового табору. Римські війська пройшли по Тавриці та підпорядкували шість племен й їх міста: Ассірани, Стактари, Каліорди, Акісаліти, Аргокіни і Хараіни. У містечках Євпаторії та Дандаці римляни облаштували військові табори. На відкрите зіткнення з римлянами Савромат I не пішов. Після поразки Децебала та приєднання Дакії до Римської імперії Савромат зумів зберегти свою владу, повністю підкорившись Риму.
Водночас починаються фінансові проблеми, з якими Савромат I намагався боротися зменшенням долі золота у монетах: з 63—70 % до 50 %.